# غونار ليندهولم
غونار ليندهولم هو مبارز بالسيف سويدي، ولد في 28 ديسمبر 1887 في ستوكهولم في السويد، وتوفي في 2 سبتمبر 1972 في سانتياغو في تشيلي.

## وصلات خارجية
- غونار ليندهولم على موقع أوليمبيديا (الإنجليزية)
- غونار ليندهولم على موقع اللجنة الأولمبية السويدية (السويدية)